# 호압사
호압사(虎壓寺)는 서울시 금천구 시흥동 삼성산 아래에 위치한 대한불교조계종 종파의 사찰이자 대한민국 불교의 본산(本産)인 조계사의 말사(末寺)이다. 조선왕조 3대 임금인 태종에 의해 건립되었다. 1841년(헌종 7) 4월에 의민(義旻)이 상궁 남씨(南氏)와 유씨(兪氏)의 시주를 얻어 법당을 중창하였고, 1935년에 주지 만월(滿月)이 약사전 6칸을 중건하여 현재에 이르고 있다.
서울특별시 금천구 시흥2동 삼성산(三聖山)에 있는 절이라고 알려져 있지만 삼성산자락 호암산의 호암산성내에 있다. 고구려에는 잉벌노(仍伐奴)였던 것이 통일신라에는 곡양(穀壤), 고려에는 금주(衿州), 조선에는 금천(衿川)이라 하였다. 1914년 경기도 시흥군 동면 시흥리였고, 1963년 서울특별시 영등포구에 편입되면서 시흥동이 되었다. 1980년 구로구를 거쳐 1995년 금천구 신설로 이에 속하게 되었다.
호압사 관악산에서 이어진 삼성산의 지맥 금주산은 금천구의 진산이다. 산세가 북쪽을 바라보는 호랑이 모습을 닮아 일명 ‘호암산’이라고도 한다. 금주산에는 보습바위, 쟁기바위라고도 불리는 칼바위가 있다. 바위 틈새는 한 사람이 겨우 드나들 정도이지만 바위 안쪽은 성인 10여 명이 들어갈 정도로 넓어 전란 때마다 피난처가 되었다. 실제로 6·25 전쟁 때 이곳에 숨어 지낸 사람도 있었다.
사람들은 호압사가 있어 혼동으로 호압산이라 하지만 정확히는 호암산이다. 삼성산자락이라 삼성산이라고 부르는 사람도 있다. 고려시대에 금주(衿州)라 하여 금주산이라고 불리기도 한다. 금천구는 안양천을 금천한내로 불렸기에 붙여진 이름으로 호압사는 서울 지하철 1호선 독산역, 금천구청역, 관악역을 이용하여 찾을 수 있는 사찰이다. 호압사는 금천구와 관악구 경계에 있는 사찰로 행정구역상 주소지가 금천구 시흥2동이지만 주변 등산로는 관악구 소관이다.

## 전해오는 이야기
1407년 조선왕조 3대 임금인 태종의 지시에 따라 1391년 무학대사가 창건한 비보사찰로 사찰명은 '호랑이를 누른다'라는 뜻으로 지어졌는데 삼성산의 산세가 호랑이의 형상을 하고 있고 한양과 과천 등에서 호환(虎患)으로 인한 피해가 잦다는 점술가의 말에 따라 '호랑이를 누른다'라는 뜻의 '호압(虎壓)' 을 본따 지었다. 별칭으로 '호암사(虎巖寺)', '호갑사(虎岬寺)' 라고도 불렸다.
문화재로는 한우물 및 주변 산성지(사적 343), 순흥안씨 양도공파 묘군(서울유형문화재 74)이 있다. 한우물은 금주산 등성이에 있는데 길이 22m, 폭 12m, 깊이 1.2m로 작은 연못만큼 커 큰우물이란 뜻의 한우물 또는 천정(天井)이라 부르며, 용보(龍洑)라고도 한다.
한우물 부근의 삼국시대 산성 지역은 한우물과 함께 사적으로 지정되어 있다. 순흥안씨 양도공파 묘군은 삼성산 기슭에 있으며 조선 전기의 문신 안경공(安景恭)과 그의 후손들이 묻힌 묘역이다. 그 밖에 안흥행궁터, 시흥현관아터, 시흥6방 중 병방이 있던 병사터 등이 있다. 호압사 석불좌상(약사불)(虎壓寺 石佛坐像(藥師佛), 서울문화재자료 8호) 등이 있고 현존하는 당우로는 대웅전과 요사채가 있으며, 대웅전 안에는 약사여래좌상과 신중탱화(神衆幀畵)가 있다.

## 교통정보

### 시내버스
- ● 20번 : 금강4단지 ↔ 구로디지털단지역
- ● 152번 : 화계사입구 ↔ 경인교대후문 (경기캠퍼스)
- ● 5517번 : 대학동차고지 ↔ 중앙대학교
- ● 6515번 : 양천공영차고지 ↔ 경인교대 (경기캠퍼스)
- ● 8541번 : 호압사입구 ↔ 강남역 (맞춤버스)

### 마을버스
- ● 6-3번 : 호압사입구 ↔ 안양예술공원
- ● 금천01번(청색) : 독산역 ↔ 호압사입구

## 같이 보기
- 호암산
- 삼성산
- 관악산